# Yasmani Acosta
Yasmani Acosta Fernández (Agramonte, 16 luglio 1988) è un lottatore cubano naturalizzato cileno, specializzato nella lotta greco-romana.

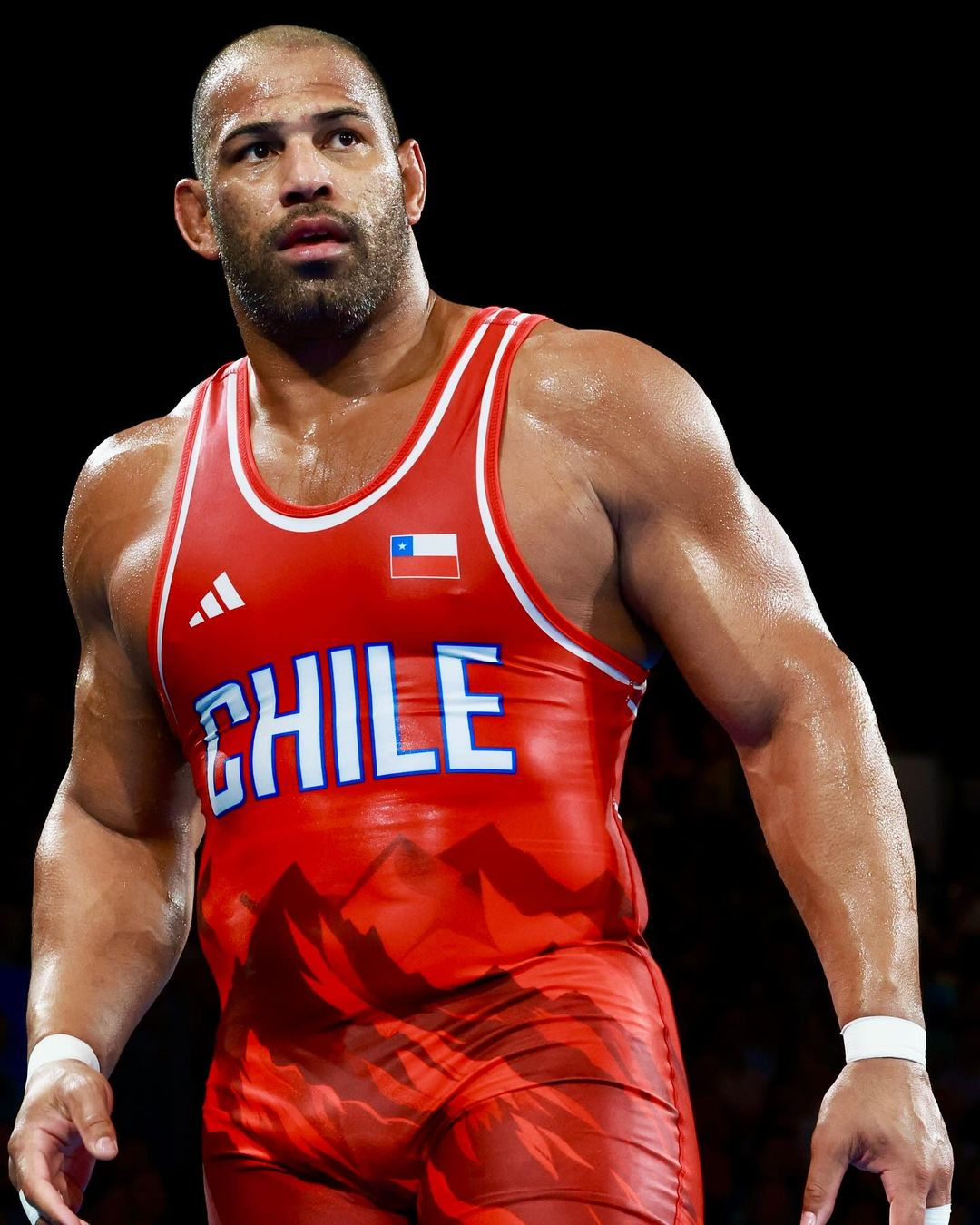
Yasmani Acosta nel 2024

Vincitore di una medaglia d'argento alle olimpiadi di Parigi 2024, di un bronzo ai mondiali di Parigi 2017 e di una medaglia d'oro ai Giochi sudamericani di Cochabamba 2018.

## Palmarès

### Per Cuba
- Campionati panamericani

Rionegro 2011: oro nei 120 kg.
Santiago del Cile 2015: bronzo nei 120 kg.
- Campionati panamericani junior

Cuenca 2008: oro nei 120 kg.

### Per il Cile
- Mondiali

Parigi 2017: bronzo nei 130 kg.
- Campionati panamericani

Lauro de Freitas 2017: argento nei 130 kg.
Lima 2018: bronzo nei 130 kg.
- Giochi sudamericani

Cochabamba 2018: oro nei 130 kg.
- Campionati centramericani e caraibici

Rio de Janeiro 2017: oro nei 130 kg.